# Chhatak
Chhātak är en ort i Bangladesh.   Den ligger i provinsen Sylhet, i den nordöstra delen av landet, 200 km nordost om huvudstaden Dhaka. Chhātak ligger 13 meter över havet och antalet invånare är 39 218.
Terrängen runt Chhātak är mycket platt. Det finns inga andra samhällen i närheten. 
Trakten runt Chhātak består till största delen av jordbruksmark. Runt Chhātak är det mycket tätbefolkat, med 1 361 invånare per kvadratkilometer.